# Педро Еухеніо Арамбуру
Пе́дро Еухе́ніо Арамбу́ру (ісп. Pedro Eugenio Aramburu; 21 травня 1903 — 1 червня 1970) — аргентинський військовик і політик, який проголосивши себе президентом, фактично правив Аргентиною у 1955—1958 роках. 1962 року заснував партію Союз Народу Аргентини (ісп. Unión del Pueblo Argentino, UDELPA), від якої балотувався на пост президента 1963, але був лише третім за кількістю голосів. 1970 року його вбили партизани Монтонерос.